# Хосе Педро Фуенсаліда
Хосе Педро Фуенсаліда (ісп. José Pedro Fuenzalida, нар. 22 лютого 1985, Сантьяго) — чилійський футболіст, півзахисник клубу «Універсідад Католіка» та національної збірної Чилі.

## Клубна кар'єра
Народився 22 лютого 1985 року в місті Сантьяго. Вихованець футбольної школи клубу «Універсідад Католіка». Дорослу футбольну кар'єру розпочав 2004 року в основній команді того ж клубу, в якій провів чотири сезони, взявши участь у 97 матчах чемпіонату. Більшість часу, проведеного у складі «Універсідад Католіка», був основним гравцем команди.
Згодом з 2008 по 2009 рік грав у складі команд клубів «Коло-Коло» та, на умовах оренди, «О'Хіггінс».
До складу клубу «Коло-Коло» повернувся з оренди 2010 року. Відтоді встиг відіграти за команду із Сантьяго понад 155 матчів в національному чемпіонаті.
З 2014 по 2015 захищав кольори команди «Бока Хуніорс». 
У 2016 повернувся на батьківщину, да виступає за місцевий клуб «Універсідад Католіка».

## Виступи за збірну
2008 року дебютував в офіційних матчах у складі національної збірної Чилі. Наразі провів у формі головної команди країни 35 матчів, забивши 9 голів.

## Титули і досягнення

### Командні
«Універсідад Католіка»
- Чемпіон Чилі (7): 2005–C, 2016–C, 2016–A, 2018, 2019, 2020, 2021
- Володар Суперкубка Чилі (4): 2016, 2019, 2020, 2021

«Коло-Коло»
- Чемпіон Чилі (1): 2014–C

«Бока Хуніорс»
- Чемпіон Аргентини (1): 2015
- Володар Кубка Аргентини (1): 2015

Збірна Чилі
- Володар Кубка Америки (2): 2015, 2016